# Anisodes brevipalpis
Anisodes brevipalpis là một loài bướm đêm trong họ Geometridae.